# Ruth Olay
Ruth Olay (* 1. Juli 1924 in San Francisco; † 3. September 2021 in Desert Hot Springs, Kalifornien) war eine US-amerikanische Jazzsängerin.

## Leben und Wirken
Olay zog mit ihrer Familie nach Los Angeles, als sie noch ein Kleinkind war. Ihre Mutter war eine klassische Sängerin, die im Chor von Jeanette MacDonald-Nelson Eddy in Filmmusicals und in der Hollywood Bowl sang, und ihr Vater war ein ehemaliger Rabbiner, der schließlich als Forschungsleiter bei Warner Bros. arbeitete. Sie begann schon früh Klavier zu spielen, schlug jedoch zunächst eine Karriere in der Musikbranche aus. Stattdessen arbeitete Olay als Sekretärin bei 20th Century Fox und nahm Gesangsunterricht bei Florence Russell, zu deren Schülern Dorothy Dandridge gehörte. Ihre Liebe zum Jazz führte sie zu den vielen Clubs, die damals die Central Avenue und den Hollywood Boulevard in L.A. säumten. 1951 trennte sich Olay von ihrem ersten Ehemann und zog ihre kleine Tochter allein auf, als sie ihren Job als Sekretärin des Filmemachers Preston Sturges bei Paramount Pictures aufgab, um in San Diego in Benny Carters Orchester zu singen. Es war ihr erster beruflicher Einsatz als Sängerin. Obwohl sie ungarischer Abstammung war, verwendete Olay das Pseudonym Rachel Davis, das Carter wählte, um Kontroversen zu vermeiden – mit ihrem dunklen Teint und dem kurzen lockigen Haar wurde angenommen, dass sie schwarz sei.
In den folgenden Jahren, als Olay als Sängerin im Cabaret Concert Theatre am Sunset Boulevard auftrat, brachte sie der Arrangeur Bill Hitchcock dazu, ein erstes Albums einzuspielen; dies war It's About Time – veröffentlicht 1956 auf Zephyr Records, einem damals neuen Label, das vom Meatpacking-Erben Geordie Hormel finanziert wurde – und erregte Aufmerksamkeit. Es folgte eine Reihe von Alben für Mercury, EmArcy und United Artists wie Olay! The New Sound of Ruth Olay (1958). und In Person Recorded Live at Mister Kelly's (1960). Mit dem Duke Ellington Orchestra trat sie 1959 in der Timex All Star Jazz Show auf.
In ihrer Blütezeit sang Olay auch in Sendungen von Jack Paar, Merv Griffin und Steve Allen und trat mit Ellington in einer All-Star-Jazz-Show mit Jackie Gleason und in der Tonight Show von Johnny Carson auf. Nachdem sie 1963 den Musikproduzenten Lee Magid geheiratet und einen Sohn bekommen hatte, schränkte Olay die Tourneen ein, aber trat noch bis in die späten 1980er-Jahre in Clubs der Stadt auf; u. a. war sie Stammgast im Vine Street Bar & Grill. Im Bereich des Jazz war sie laut Tom Lord zwischen 1956 und 1985 an 16 Aufnahmesessions beteiligt, neben den Alben unter eigenem Namen auch mit Abe Most/Nappy Lamare (Jazz at the Ojai Festivals Bowl, 1979).
Olay galt vier Jahrzehnte lang als eine tragende Säule des Nachtclublebens in Los Angeles; u. a. sprang sie für Billie Holiday und Abbey Lincoln ein. Zu einer Zeit, in der die meisten Jazzsänger tiefe, heisere Stimmen hatten, bot Olay einen melodischen Klang mit dreieinhalb Oktaven. „Hinter dem luftigen, jazzigen Selbstbewusstsein lauert immer ein starker Hauch von Verletzlichkeit und Melancholie, von teuflischen Romanen und anderem Glück“, schrieb Charles Champlin nach ihrem Auftritt 1987 in der Los Angeles Times.

## Diskografische Hinweise
- It's About Time (Zephir, 1956), u. a. mit Bud Shank, Arnold Ross, Rollie Bundock, Larry Bunker, Bill Hitchcock (arr, cond)
- Easy Living (Mercury, 1959)
- Olay! (Mercury, 1958), mit Don Fagerquist, Red Norvo, Buddy Motsinger, Howard Roberts, Red Mitchell, Shelly Manne, Pete Rugolo (arr, cond)
- Olay! O.K.!! (Everest, 1963)
- Soul in the Night (ABC Records, 1966), mit Ray Brown, Al Hendrickson, Herb Ellis, Victor Feldman
- Ruth Olay with the Red Mitchell Trio: Sings Jazz Today (Laurel Records, 1982), mit Göran Strandberg, Nisse Sandström
- Ruth Olay & Her Friends: Watch What Happens (Laurel Records, 1986), mit Red Callender, Red Mitchell, Gerald Wiggins,  Jimmy Rowles, Graham Young